# Al-Mustansir (abbaside)
al-Mustanṣir bi-llāh (in arabo المستنصر بالله‎?; Baghdad, 17 febbraio 1192 – Baghdad, 5 dicembre 1242) è stato il 36º Califfo della dinastia abbaside.
Al-Mustanṣir bi-llāh (Colui che è stato reso vittorioso da Allah) è stato il laqab assunto da Abū Jaʿfar al-Manṣūr
Figlio del Califfo precedente, al-Ẓāhir, e di una schiava turca, ricevette la prevista bayʿa l'11 luglio del 1226.
Poche notizie sul suo califfato sono registrate dai cronisti e dagli annalisti dell'epoca, assai più interessati all'ascesa e alle gesta nella Corasmia (Khwārezm) dello Scià Jalāl al-Dīn, della dinastia del Khwarezmshah, visto con illusoria speranza come un possibile vittorioso antagonista dei Mongoli, già in possente avanzata verso Occidente e destinati a travolgere il califfato abbaside nel 1254.
Il fatto che maggiormente lo farà passare alla storia fu senza dubbio l'ordine da lui impartito nel 1227 per la costruzione a Baghdad di una madrasa, chiamata in suo onore al-Mustanṣiriyya, terminata nel 1234 e inaugurata il 7 aprile dello stesso anno.

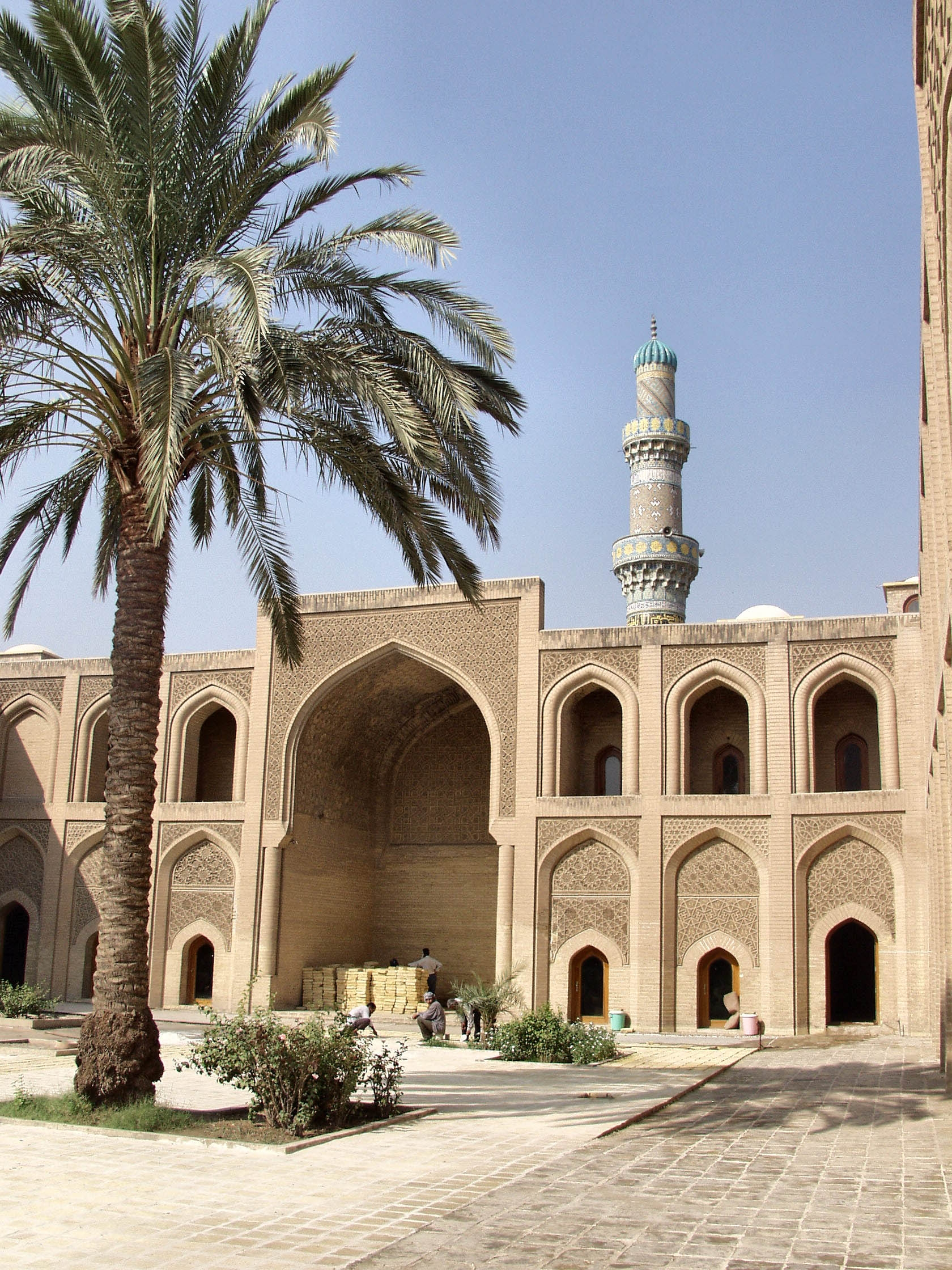
Scorcio della Mustanṣiriyya a Baghdad

Tale manufatto costituisce una delle due sole sopravvivenze in città, unitamente ad alcuni lacerti del Qaṣr al-ʿAbbāsī (Palazzo califfale abbaside) delle eccezionali dovizie architettoniche ivi esistenti, andate distrutte dalla furia delle armate mongole di Hulegu e dalle successive razzie e dal conseguente semi-abbandono subito nel corso dei secoli seguenti.
A lui succedette il figlio al-Musta'sim.